# Baiern
Baiern é um município da Alemanha, no distrito de Ebersberg, na região administrativa de Oberbayern , estado de Baviera.